# Radical Women
Radical Women (RW) es una organización socialista, feminista y activista de base. Tiene sucursales en Seattle, Washington y Melbourne, Australia.

## Historia
Radical Women surgió en Seattle, Washington, a partir de una clase universitaria sobre mujeres y sociedad dirigida por Gloria Martin, una defensora de los derechos civiles y comunista declarada. Como consecuencia de la clase, Martin se asoció con Clara Fraser, Melba Windoffer (ambas fundadoras del Partido Socialista de la Libertad) y Susan Stern (una importante figura de la organización Estudiantes por una Sociedad Democrática a nivel local) para fundar Radical Women en 1967.
En Socialist Feminism: The First Decade, 1966-76  (Feminismo socialista: Primera década, 1966-76), Martin explica que el nuevo grupo se creó para "demostrar que las mujeres podían participar en política, aprender y enseñar teoría, administrar una organización, desarrollar el liderazgo indígena y dirigir el  movimiento y la comunidad hacia los profundamente descuidados derechos de las mujeres. Y que las mujeres podían hacer esto por ellas mismas".
Muchos miembros de Radical Women trabajaban en oficios no tradicionales. En la empresa eléctrica pública de Seattle, Seattle City Light, Clara Fraser elaboró e implementó el primer plan del país que capacitaba a las mujeres para trabajar como electricistas de los servicios públicos. Fue despedida por su postura política pero fue reinstaurada tras ganar una dura batalla legal de siete años.
Radical Women participó activamente en las protestas contra la guerra de Vietnam y se ha opuesto a las posteriores intervenciones militares que han iniciado los países occidentales.
Los miembros trabajaron con mujeres afroamericanas de programas contra la pobreza para iniciar el movimiento por el derecho al aborto en el estado de Washington que incluyó una marcha histórica hacia el Capitolio en 1969.
A principios de la década de 1970, Radical Women ayudó a organizar una huelga y un sindicato de empleados mal pagados (en su mayoría mujeres) en la Universidad de Washington.
Tras una colaboración muy estrecha, Radical Women y el Partido Socialista de la Libertad (FSP) se afiliaron de manera oficial en 1973 bajo el pretexto de incluir un programa feminista socialista compartido. Algunos de sus primeros miembros, como Lynda Schraufnagel, trabajaron en el periódico del FSP, The Freedom Socialist, y escribieron para él.

## Propósito e ideología
The Radical Women Manifesto: Socialist Feminist Theory, Program and Organizational Structure (El Manifiesto de Mujeres Radicales: Teoría, Programa y Estructura Organizacional Socialista Feminista) define el propósito y la ideología de Radical Women de la siguiente manera:
Radical Women se dedica a exponer, oponerse y eliminar las desigualdades en la existencia de las mujeres. Para lograr esta tarea de asegurar la supervivencia de todo un sexo, debemos abordar de manera simultánea la fuente social y material del sexismo: el medio capitalista de producción y distribución de productos, caracterizada por la opresión intrínseca de clase, raza, sexo y casta. Cuando luchamos por una transformación revolucionaria del capitalismo en una sociedad socialista, luchamos por un mundo en el que todas las personas puedan disfrutar del derecho a la humanidad plena y estar libres de la pobreza, la guerra, el racismo, el sexismo, la homofobia, el antisemitismo y la represión.
Radical Women adopta un enfoque multirracial, multidisciplinar, de clase y anticapitalista para la liberación de la mujer. Aboga por el aborto gratuito y disponible, el fin de la esterilización forzada de las mujeres negras y atención infantil asequible y de calidad las 24 horas del día. Los primeros esfuerzos incluían la Action Childcare Coalition, el Feminist Coordinating Council (una amplia organización compuesta por todo el espectro de grupos de mujeres en Seattle) y la Coalition for Protective Legislation (un esfuerzo laboral y feminista para extender los derechos labores para las mujeres a los hombres después de la aprobación de la Enmienda de Igualdad de Derechos en el stado de Washington).
Radical Women ha jugado un papel importante en la lucha por la liberación de lesbianas, gays, bisexuales y personas transgénero. Los miembros han ayudado a construir organizaciones militantes por los derechos de los homosexuales y lesbianas y han estado involucrados en muchas coaliciones dedicadas a prevenir las pruebas forzadas del SIDA, oponerse a los ataques en las urnas contra los derechos de los homosexuales, cabildear por proyectos de ley estatales sobre los derechos de los homosexuales y más. En la década de 1980, la líder de Radical Women, Merle Woo, profesora universitaria, escritora y portavoz de lesbianas asiático-americanas, ganó un caso contra la Universidad de California en Berkeley, que la había despedido, acusándola de discriminación por raza, sexo, sexualidad e ideología política.